# Альтдорф (Урі)
Альтдорф (нім. Altdorf) — місто в Швейцарії, столиця кантону Урі.

## Географія
Місто розташоване на відстані близько 95 км на схід від Берна.
Альтдорф має площу 10,2 км², з яких на 24,5 % дозволяється будівництво (житлове та будівництво доріг), 34,2 % використовуються в сільськогосподарських цілях, 39,5 % зайнято лісами, 1,8 % не є продуктивними (річки, льодовики або гори).

## Історія

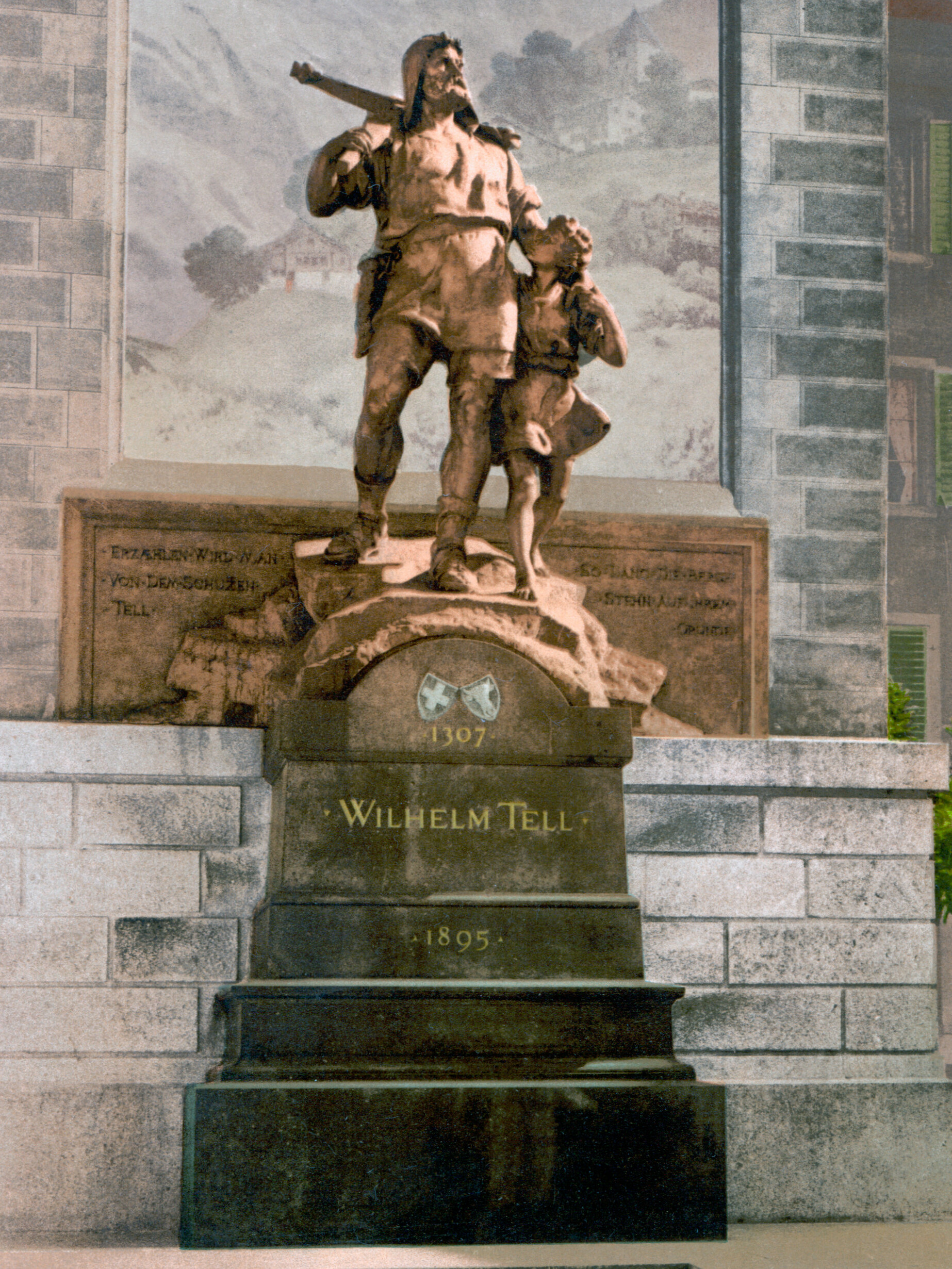
Пам'ятник Вільгельму Теллю у Альтдорфі, кінець 19-го ст.

На місці Альтдорфа поселення існували вже у часи латенської культури — доказами цього слугують знайдені бронзові сокири і примітивні залізні інструменти, вік яких датується 3-м тисячоліттям до нашої ери.
Спочатку люди жили у лісах, з часом перемістились до берегів річки Ройсс, яка періодично виходила з берегів, затоплюючи людські поселення. Через це люди змушені були повертатися до «старих домівок», і саме через це поселення може мати таку назву (нім. alt — старе, нім. Dorf — село).
З падінням Римської імперії місцеве галло-романське населення почало змішуватися з німецькомовними алеманами (7 століття н. е.)
Найбільш раннім зі знайдених доказів цього є могила озброєного вершника (приблизно 670—680 рік) біля місцевої церкви Святого Мартіна.
Нинішнє місто вперше згадується 1223-го року як Alttorf. З 16 по 19 століття воно було відоме просто як «Урі».
Альтдорф відомий завдяки легенді про Вільгельма Телля, який збив стрілою яблуко з голови свого сина. 1895-го року на центральній ринковій площі, де за легендою сталася ця подія, було відкрито бронзову скульптуру (автор — Ріхард Кісслінг з Цюриха).
1899-го року відкрився театр, на сцені якого поставлено п'єсу про Телля за твором Фрідріха Шиллера.
У цьому ж році відкрито нову дорогу через Шехенталь і через перевал Клаузен (1948 м) до села Лінталь.
1906-го року було збудовано трамвайну лінію Альтдорф—Флюелен. Електричний трамвай працював до 1951-го року і був замінений на автобуси.

## Демографія
2019 року в місті мешкало 9537 осіб (+7,6 % порівняно з 2010 роком), іноземців було 16,3 %. Густота населення становила 934 осіб/км².
За віковим діапазоном населення розподілялося таким чином: 19,5 % — особи молодші 20 років, 59,7 % — особи у віці 20—64 років, 20,7 % — особи у віці 65 років та старші. Було 4200 помешкань (у середньому 2,2 особи в помешканні).
Із загальної кількості 6757 працюючих 95 було зайнятих в первинному секторі, 1787 — в обробній промисловості, 4875 — в галузі послуг.

## Транспорт
У місті з'єднуються два швейцарські автобани:  і .